# Larangan Pereng
Larangan Pereng is een bestuurslaag in het regentschap Sumenep van de provincie Oost-Java, Indonesië. Larangan Pereng telt 3682 inwoners (volkstelling 2010).